# アナセン・ネクセー
マーティン・アナセン・ネクセー（Martin Andersen Nexø, 1869年6月26日 - 1954年6月1日）は、デンマークの小説家。20世紀初頭におけるデンマーク文学において、ヨハネス・ヴィルヘルム・イェンセンに並ぶ偉大な作家として知られる。アンデルセン・ネクセなどとも表記される。

## 生涯

ボーンホルム島の位置

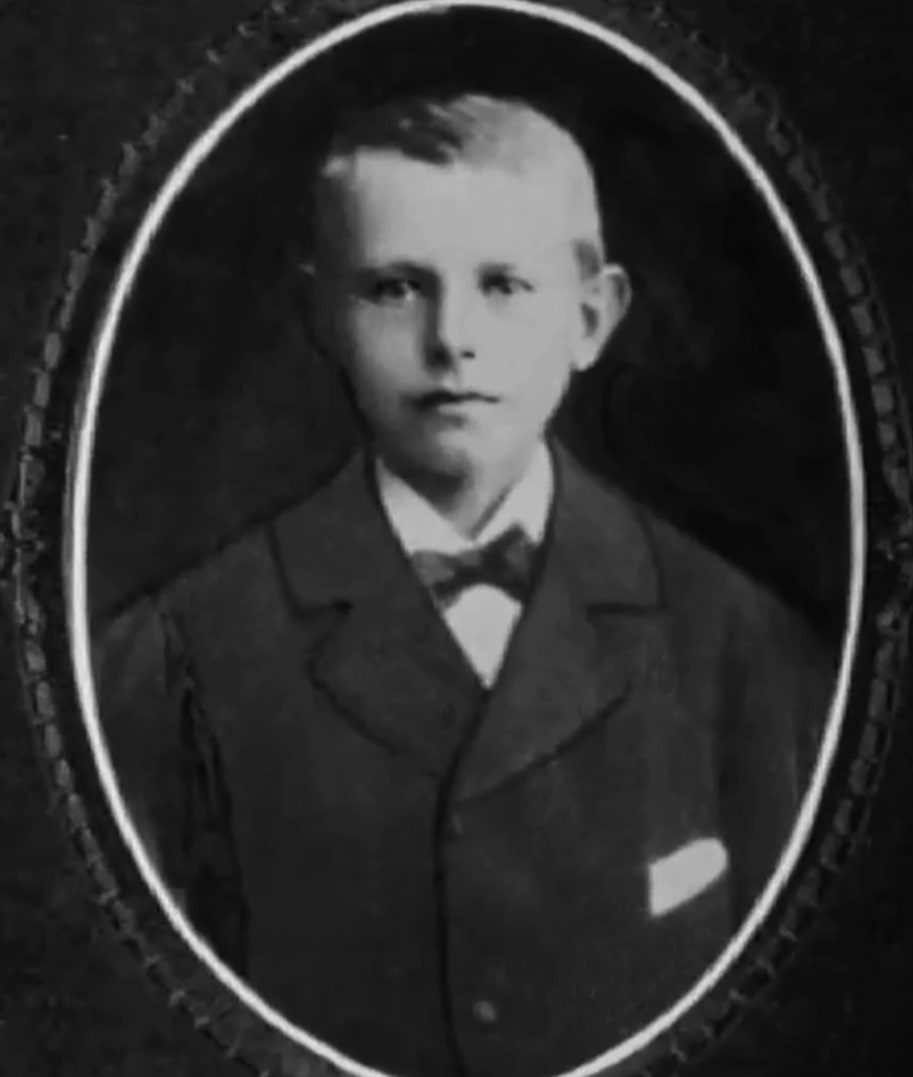
少年時代の肖像

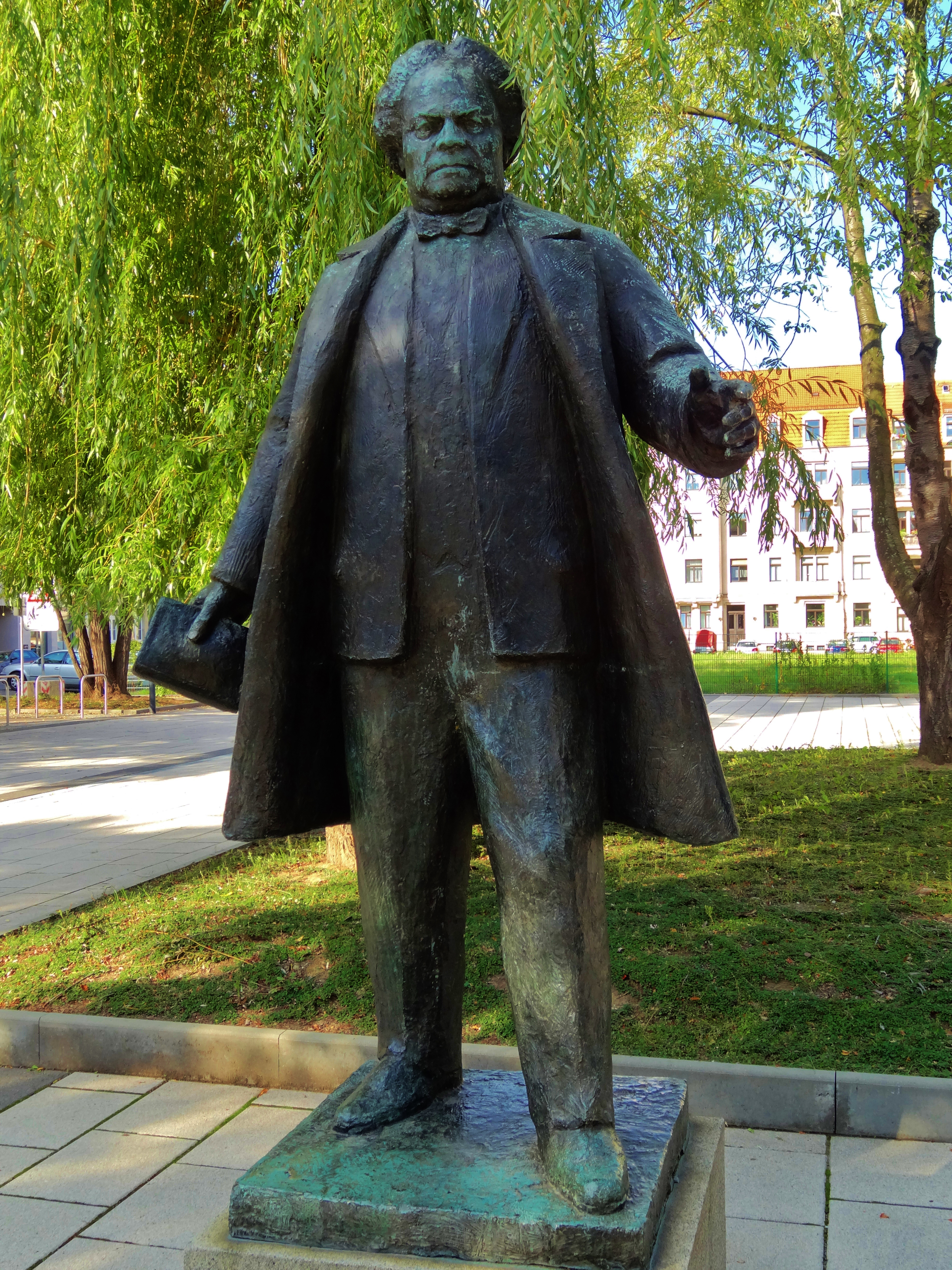
ドレスデンに建つネクセー像

コペンハーゲンの港町にある貧民街に生まれる。極貧のため正規の教育を受けられず、牧童や靴屋の徒弟等をしながら育つ。父は極貧の石工で、大家族を抱え生活苦のため1877年に一家で父の故郷であるボーンホルム島のネクセーへ移住する（のちの筆名の由来）。ここで援助を受けアスコウのフォルケホイスコーレ（da:Askov Højskole）で学ぶことができ、やがて農村で同校の教職に就いた。しかし病に倒れ、スペインで転地療養を送る間に熱烈な社会主義者となり、小説の執筆を始める。
1898年に短編集『影』でデビュー。1901年以降は専業作家となり、しばしば外国を訪れている。療養中のスペインで国際労働者たる自己を自覚、この意識をまとめ、1906年から1910年にかけ大作『勝利者ペレ』を発表。貧窮の中を生き抜いて革命的労働者へ成長する人物の生涯を半ば自伝的に描いた同作は世界的名声を得て、西欧での代表的なプロレタリア作家としてマクシム・ゴーリキーに比肩する地位を確立した。1917年から1921年にかけ、貧しさの中で生き抜く少女を主人公とした『人の子ディッテ』を発表。初期の作品は農民や職人への取材を基にした地方色の濃く農本主義的な性格が強いが、次第に左翼的な思想を盛り込むようになる。
1923年から1930年まではドイツ（ヴァイマル共和政）に在住。ソ連旅行を扱った紀行『暁に向って』(1923)では共産主義に共鳴している。『鉄器時代の真っ只中で』(1929)では宗教と社会主義の葛藤を扱った。『小さい餓鬼』(1932)と『野天の下で』(1935)は連作の自伝である。共産主義的な色彩が濃い『赤いモルテン』(1945)は第二次世界大戦後の代表作であり、晩年の大作となった。
第二次世界大戦中にデンマークがナチス・ドイツの侵攻を受けるとスウェーデン、ついでソ連に亡命。1949年に北大西洋条約機構が発足しデンマークが加入したことを受け、1951年以降は東ドイツのドレスデンに移住した。1953年にはドレスデンの名誉市民となっている。1954年、同地で死去。

## 主要作品
自然主義風でやや平板とされるが、体験に根差した細部の表現の豊かさ、善意や隣人愛といったヒューマニスティックを持ち味としている。子供好きの一面から、少年期の描写に巧みさが見られる。
小説、自伝
- Pelle Erobreren 『勝利者ペレ（デンマーク語版、英語版）[9]』 1906-1910, 全4巻

バルト海の孤島ボーンホルム島に移住してきたスウェーデン人の少年が貧困と混乱の中で生き抜く姿を描く、自伝的要素の強い作品。少年は社会主義者として成長し、やがて首都で労働運動を勝利に導きながら自らは投獄される。第一部が1987年にビレ・アウグストにより『ペレ』として映画化された。これに合わせて第一部の日本語版が『ペレ』として服部まことの翻訳によりキネマ旬報社から刊行されている。
- Ditte Menneskebarn 『人の子ディッテ（デンマーク語版）[11]』 1917-1921, 全5巻

貧しい少女の成長を描く、前作と対になる作品。1946年に映画化されている。
- Mod Dagningen 『暁に向って[12]』 1923 - ソ連旅行の紀行文学。
- Midt i en Jærntid 『鉄器時代の真っ只中で』 1929
- Et Lille Kræ 『小さい餓鬼』  1932 - 自伝
- Morten hin Røde 『赤いモルテン[13]』 1945

作者の分身たる、中道化した社会主義に不満を抱く急進派の青年を描く。
短編集
- skygger 『影』 1898 - デビュー作
- Muldskud 『もぐら塚』 1900-1926 - デビュー作から1921年までに発表された短編の集成。